# Качурка гваделупська
Качурка гваделупська (Oceanodroma macrodactyla) — вид морських буревісникоподібних птахів родини качуркових (Hydrobatidae). Ймовірно, вимер на початку XX століття.

## Поширення
Вид був поширеним на сході Тихого океану неподалік узбережжя мексиканського півострова Каліфорнія. Гніздився на острові Гвадалупе за 240 км від материка. Востаннє гніздування птаха спостерігали тут у 1912 році. Причиною вимирання виду є завезені здичавілі кішки та собаки.

## Опис
Тіло завдовжки до 23 см. Зовні птах схожий на качурку північну (Oceanodroma leucorho), але має світлішу нижню сторону крил та ширший в основі дзьоб. Верхня частина тіла чорного кольору. Гузка біла. Криючі крил сірувато-коричневі. Криючі хвоста білі.

## Спосіб життя
Качурка гваделупська гніздилася в березні-червні. Гніздо облаштовувалося в ямці на землі під соснами, вистилалося гілками і хвоєю сосен. У кладці було одне яйце білого кольору з коричневими плямами. Про спосіб життя і міграції поза сезоном гніздування нічого невідомо.